# Roberto Guerra
Roberto Guerra Santana (Las Palmas de Gran Canaria, 4 aprile 1983) è un ex cestista spagnolo, professionista nella Liga ACB.

## Carriera
Con la Spagna ha disputato i Giochi del Mediterraneo di Almería 2005.